# S/2003 J 16
S/2003 J 16 je eden izmed najmanjših  Jupitrovih naravnih satelitov (lun). Luno je leta 2003 odkrila skupina astronomov. Sedaj še nima uradnega imena. Jupitrove lune običajno dobijo ženska imena iz grške mitologije .
Luna S/2003 J 16 obkroža Jupiter retrogradno v povprečni razdalji 20,744.000 km. Obkroži ga v 616 dneh 8 urah in 38 minutah po tirnici, ki ima naklon okoli 151 ° (glede na ekliptiko). Spada v Anankino skupino, ki ima ime po luni Ananke. To je skupina nepravilnih satelitov Jupitra z vzvratnim gibanjem.
S/2003 J 16 ima premer samo 2 km. Njena gostota je ocenjena na 2,6 g/cm3, kar kaže, da je sestavljena iz kamnin. Površina je precej temna, saj ima albedo  0,04 (to pomeni, da odbije samo 4 % svetlobe, ki pade nanjo).